# Alejandro Arias Monge

Buscado por la DEA con una recompensa de 500,000$
Alejandro Arias Monge (Guápiles, Pococí, Limón, Costa Rica, 19 de septiembre de 1984) conocido como el Diablo, es un narcotraficante costarricense. Considerado como el hombre más buscado de Costa Rica por delitos de homicidio, lavado de dinero, narcotráfico, entre otros.
Según información de Organismo de Investigación Judicial (OIJ), Alejandro empezó en el mundo del crimen organizado a la edad de 19 años cometiendo hurtos en viviendas. Se relaciona que el poderío de Alejandro Arias se encuentra entre las zonas del cantón de Pococí un 65%, extendiendo también a zonas como Guácimo, Sarapiquí, Pocora, y San Carlos.